# MCモン
MCモン（MC몽　本名：申東鉉（シン・ドンヒョン）、1979年9月4日-）は、韓国のラッパー、ヒップホップアーティスト。
1998年HIPHOPグループPeople Crewでデビュー。
音楽番組のVJやドラマでの主演、キャラクターの強さで知名度が上がり、2004年発売したソロアルバムでHIPHOP歌手としての人気が高まった。これまでに韓国でリパッケージ盤を含み6枚のアルバムをリリースしている。
3集では、日本の元m-floボーカルLISAをフィーチャリングした。

## 人物・エピソード
- 身長180cm 体重71kg 血液型B型 家族 母･兄。
- 料理資格を取得するため料理の勉強をしていた過去があり、その腕前はバラエティー番組『1泊2日』内で多々披露されている。その影響から2010年2月料理本出版のラブコールを受けたが「本を出版するほどの料理の腕や専門知識を持っていないと思う。これから『1泊2日』のメンバーのためにおいしい料理を作れるようにさらに努力する。関心を持って下さってとても感謝する」と丁寧に断りの意を伝えた。

### 兵役忌避疑惑
MCモンは1998年より軍隊への入隊を延期してきたが、2011年4月11日、裁判所はMCモンの兵役忌避疑惑について経済的困難と歯科治療に関する歯の機能基準に満たないと歯科医師の見解により、正当な抜歯だったとして、無罪判決を下した。
しかし、本来入隊をすべき1998年時に実施された徴兵身体検査では、歯に異常はなく、兵役免除を受けるために「健康な歯を抜いたのではないか」との疑惑が浮上。
2010年、最高裁は「兵役免除のために故意に抜歯したとは認めがたい」と兵役を逃れたことに関しては無罪宣告を言い渡したが、虚偽の理由で兵役を延期していたことに関して、兵務庁への偽計公務執行妨害罪を適用し、懲役6ヶ月に執行猶予1年、社会奉仕120時間の判決を下した。
後にMCモンは記者会見を開き、「今からでも入隊をしたい」と謝罪したが、現行の兵役法では30歳までは再検証が可能だが、当時33歳だったMCモンは入隊出来ず、法制省がMCモンの入隊の可能性を調査した結果、不可能と結論。
兵役を逃れたことについて無罪判決を受けたMCモンへの世間の風当たりは強かったが、2014年、5年の沈黙を破り発売した6枚目のアルバム「MISS ME OR DISS ME?」は主要音楽チャートで上位入りを果たした。

## ディスコグラフィー

### 1集　180° Degree
発売日:2004年4月24日
1. Intro
2. Ah-oop
3. 180°
4. 그래도 남자니까（→それでも男だから）
5. My Memory in 1995
6. 밥（→ご飯）
7. 20021222
8. 몽송(夢送)
9. Oh My Boy
10. 너에게 쓰는 편지（→お前に書く手紙）
11. 妖児
12. 사랑이란
13. Thank U
14. 그래도 남자니까(Acoustic Version)

### 2集　His Story
発売日:2005年5月13日
1. Intro (feat.Crown J)
2. 청춘（→青春） (feat.요아&허우진)
3. 인생 12진법（→人生12進法）[일동 차렷](feat.박장근)
4. Drama (feat.부비부비)
5. 천하무적（→天下無敵） (feat.박장근)
6. Skit 01
7. Mong's Party(부비부비)
8. My Bro (feat.Crown J,히우진,프라임,인태,미료,여정,보행 & 효진)
9. Skit 02
10. 지우개 (feat.현중)
11. I Love U,Oh Thank U (feat.김태우)
12. 1st Love (feat.현중)
13. On The Radio (feat.박남훈)
14. 오른쪽 왼쪽（→右側左側） [Mong in da club 클럽가는 길]
15. Jonathan [갈매기의 꿈] (feat.Crown J)
16. 홈런（→ホームラン） (feat.옥주현)
17. Outro

### 3集　The way I am
発売日:2006年9月26日
1. News
2. 아이스크림 [アイスクリーム]
3. 너에게 쓰는 편지[君に書く手紙] Part 2 (feat.Lisa)
4. The winner
5. 기도 (feat.박효신)
6. 생활의 발견
7. 허클베리몽의 모험
8. 독(毒)
9. 벙어리
10. The way I am (feat.MayBee,길(리쌍))
11. Lost in music (MC몽,후니훈,H-유진,남훈,장근,명준,인태,허인창,랑쇼)
12. 못된 영화 (feat.IVY)
13. 비밀(MC몽,인회,어린이 합창단)
14. beautiful day
15. 생활의 재발견 (NG버전)

### 4集　Show's Just Begun
発売日:2008年4月17日
1. Radio Revers and Rhyme
2. 서커스[サーカス] (feat.임유경 달래 음악단)
3. 페르시안 고양이（→ペルシアン猫） (feat.M.A.C)
4. 아홉번째 구름（→九番目雲） (feat.양파)
5. 죽도록 사랑해（→死ぬほど愛してる） (feat.박정현)
6. 그녀에 취해 (feat.후니훈)
7. 미치겠어（→狂いそう） (feat.M.A.C)
8. 내 맘속 사랑을 죽이다 (feat.잔디(In Cool Lounge),박장근)
9. Beautiful Life (feat.빅마마)
10. 숨바꼭질
11. 삐에로 (feat.M.A.C)
12. 말해
13. 옛날 옛적에
14. 몽이 유랑단 (feat.데프콘,노홍철,하하,달마시안(이나티,데이빗,이다리))

### 5集　Humanimal
発売日:2009年7月23日
1. Intro
2. Indian Boy[インディアン ボーイ]
3. 로반줄아 [로미오를 반대한 줄리엣 아버지] (feat.Simon(of Dalmatian)
4. 진실은 천국에서라도 (feat.김희선)
5. 나비효과 (feat.SG워너비)
6. 사랑보다 아름다운 말 (feat.숙희)
7. Dalmatian Love
8. Lucky Man
9. 사랑이란
10. 죽도록 사랑해 2 Feat.조성모
11. Little Sunshine (feat.정인)
12. 세상에서 가장 슬픈 시 (feat.MAC)
13. LUV D.N.A (feat.나비)
14. Hottrack Feat. B.S
15. Outro

### 5集リパッケージ　Horror Show
発売日:2009年10月6日

## デジタルシングル
So Fresh (feat.김태우)　発売日:2007年6月27日

## フィーチャリングなど
- MC Mong N People Crew - Best Of Best : Red Hot + Cool 2004-1998 New Arrival (2004)
- Haha a.k.a Wuha - The Beautiful Rhyme Diary (2005)
  - Track 18 - Disrespect You
- One Two Vol. 2 - Ladies First (2005)
- Super STA Vol. 1 - LOVE (2006)
- Brown Eyed Girls Vol. 1 - Your Story (2006)
  - Track 3 - Far Away
- Kim Tae Woo Vol. 1 - Solo Special (2006)
  - Track 6 - I Love U Oh Thank U

## ドラマ・映画・TVプログラム
- ノンストップ4（2003年、MBC）
- 回転木馬（2003年、MBC）
- ベスト劇場“私”（2003年、MBC）
- ダンパパン（2004年MBC）
- 哀しき恋歌（2005年MBC）
- 土手伝説(2006年）
- ハッピーサンデー1泊2日（2007年-2010年、KBS2）
- 偉大なるキャッツビー（2007年、tvN）